# Саут-Эршир
Саут-Эршир (англ. South Ayrshire, скотс Sooth Ayrshire, гэльск. Siorrachd Inbhir Àir a Deas) — один из 32 округов Шотландии. 

## География
Граничит с округами Норт-Эршир, Ист-Эршир и Дамфрис-энд-Галловей. Область была образована в 1996 года на территории области Кайл-энд-Каррик.

### Населенные пункты
| - Алловей (Alloway) - Баллантрей (Ballantrae) - Бархилл (Barrhill) - Герван (Girvan) - Керкмайкл (Kirkmichael) | - Керкосуалд (Kirkoswald) - Колмонелл (Colmonell) - Мейбол (Maybole) - Пинуэрри (Pinwherry) - Престуик (Prestwick) | - Тернберри (Turnberry) - Трун (Troon) - Эр (Ayr) |

## Острова
- Эйлса-Крейг

|  |  |